# تپه پشکه والاشجرد
تپه پشکه والاشجرد مربوط به عصر مس و سنگ جدید است و در شهرستان تویسرکان، بخش قلقل رود، روستای والاشجرد واقع شده و این اثر در تاریخ ۲۴ اسفند ۱۳۸۳ با شمارهٔ ثبت ۱۱۴۲۱ به‌عنوان یکی از آثار ملی ایران به ثبت رسیده است.